# V
V är den tjugoandra bokstaven i det moderna latinska alfabetet.

## Uttal och användning
På tyska och nederländska betecknar bokstaven den tonlösa motsvarigheten till [v], [f].

## Betydelser

### Versalt V
- Talet 5 (fem) med romerska siffror.
- En science fiction-serie i TV, se V (TV-serie).
- Benämningen på huvudkaraktären i V for Vendetta, en serietidning (och senare film) skriven av Alan Moore och tecknad av David Lloyd.
- Kemiskt tecken för grundämnet vanadin. Se även periodiska systemet.
- Beteckning för volt, enheten för elektrisk spänning i Internationella måttenhetssystemet (SI).
- Symbol för storheten volym i formler.
- Nationalitetsbeteckning för motorfordon från Vatikanstaten.
- Typbeteckning hos Volvo för kombimodeller från mitten på 1990-talet och framåt.
- Inom bibliotekens klassifikationssystem SAB är V signum för medicin, se SAB:V.
- Ett operativsystem, se V (operativsystem).
- En energidryck.
- Förkortning för väderstrecket väst.
- Förkortning för Vänsterpartiet.
- V-bandet, radiofrekvenser från 50 till 75 GHz

### Gement v
- Förkortning för det latinska ordet "vena" (ven) i anatomiska angivelser.
- Förkortning för vecka.
- {\displaystyle v}, från latinets velocitas, symbol för både hastighet och fart.

## Historia
Liksom bokstäverna "U", "W" och "Y" härstammar "V" från den grekiska bokstaven "ypsilon". Den härstammar i sin tur från den feniciska bokstaven "waw", som ursprungligen föreställde en krok eller en klubba.

## Datateknik
I datorer lagras V samt förkomponerade bokstäver med V som bas och vissa andra varianter av V med följande kodpunkter:
| Unicode | Liten bokstav |                                     | Unicode | Stor bokstav |                                       | Används bl.a. i följande språk         |
| ------- | ------------- | ----------------------------------- | ------- | ------------ | ------------------------------------- | -------------------------------------- |
| U+0076  | v             | LATIN SMALL LETTER V                | U+0056  | V            | LATIN CAPITAL LETTER V                | de flesta där latinskt alfabet används |
| U+1D5B  | ᵛ             | MODIFIER LETTER SMALL V             |         |              |                                       |                                        |
| U+1E7D  | ṽ             | LATIN SMALL LETTER V WITH TILDE     | U+1E7C  | Ṽ            | LATIN CAPITAL LETTER V WITH TILDE     |                                        |
| U+1E7F  | ṿ             | LATIN SMALL LETTER V WITH DOT BELOW | U+1E7E  | Ṿ            | LATIN CAPITAL LETTER V WITH DOT BELOW |                                        |

I ASCII-baserade kodningar lagras V med värdet 0x56 (hexadecimalt) och v med värdet 0x76 (hexadecimalt).
I EBCDIC-baserade kodningar lagras V med värdet 0xE5 (hexadecimalt) och v med värdet 0xA5 (hexadecimalt).
Övriga varianter av V lagras med olika värden beroende på vilken kodning som används, om de alls kan representeras.